# Werner Dehn
Bruno Werner Karl Dehn  (ur. 17 września 1889 w Schönebergu, zm. 18 września 1960 we Frankfurcie nad Menem) – niemiecki wioślarz, brązowy medalista olimpijski.
Wystąpił na igrzyskach olimpijskich w Sztokholmie w 1912, gdzie niemiecka osada Berliner Ruderverein von 1876 w składzie: Otto Liebing, Max Bröske, Max Vetter, Willi Bartholomae, Fritz Bartholomae, Werner Dehn, Rudolf Reichelt, Hans Matthiae i Kurt Runge zdobyła brązowy medal w ósemkach. W walce o finał Niemcy przegrali z Brytyjczykami z osady Leander Club o 2,4 sekundy. Osada Leander zdobyła ostatecznie złoty medal. Był to jego jedyny start olimpijski.
Kilkukrotnie zdobywał medale mistrzostw kraju: w ósemkach był pierwszy w 1912, drugi w 1911 i trzeci w 1913, w czwórkach bez sternika był pierwszy w 1911, a rok później zajął drugie miejsce.